# Caesetius politus
Caesetius politus är en spindelart som först beskrevs av Simon 1893.  Caesetius politus ingår i släktet Caesetius och familjen Zodariidae. Inga underarter finns listade.